# Ahmetcan Kaplan
Ahmetcan Kaplan, né le 16 janvier 2003 à Trabzon en Turquie, est un footballeur turc qui évolue au poste de défenseur central à l'Ajax Amsterdam.

## Biographie

### Trabzonspor
Né à Trabzon en Turquie, Ahmetcan Kaplan est formé par Trabzonspor. Le 10 août 2020 il signe son premier contrat professionnel avec son club formateur. 
Le 27 septembre 2021, Kaplan joue son premier match en professionnel, lors d'une rencontre de Süper Lig face à Alanyaspor. Il entre en jeu à la place d'Andreas Cornelius et les deux équipes se neutralisent (1-1). Il est sacré Champion de Turquie lors de la saison 2021-2022, Trabzonspor remportant le septième titre de son histoire dès le mois d'avril 2022. 

### Ajax Amsterdam
Le 19 août 2022, Ahmetcan Kaplan quitte Trabzonspor pour rejoindre les Pays-Bas et s'engager en faveur de l'Ajax Amsterdam. Il signe un contrat courant jusqu'en juin 2027. Le défenseur turc arrive notamment pour compenser le départ de Perr Schuurs au Torino FC.
Il joue son premier match avec l'équipe première de l'Ajax le 25 février 2024, contre l'AZ Alkmaar, en championnat. Il entre en jeu à la place d'Anton Gaaei et son équipe est battue par deux buts à zéro.

### En équipe nationale
Ahmetcan Kaplan commence sa carrière internationale avec l'équipe de Turquie des moins de 16 ans. Avec cette sélection il joue huit matchs entre 2018 et 2019.
Il représente l'équipe de Turquie des moins de 17 ans pour un total de quatorze matchs joués et un but marqué. Il inscrit ce but le 27 octobre 2019, lors d'une victoire de la Turquie contre le Luxembourg (4-1 score final).
Kaplan est également sélectionné avec les moins de 19 ans de 2021 à 2022. Il joue cinq matchs et marque un but avec cette sélection.
Ahmetcan Kaplan joue son premier match avec l'équipe de Turquie espoirs le 10 juin 2022, en étant titularisé contre le Kazakhstan (0-0 score final).
Le 7 juin 2024, il figure dans la liste définitive des 26 joueurs sélectionnés par Vincenzo Montella pour disputer  l'Euro 2024.

## Palmarès
Trabzonspor
- Championnat de Turquie (1) :
  - Champion : 2021-22.